# エルディス
『エルディス』 (L-DIS) は、1991年7月12日にメサイヤ（日本コンピュータシステム）から発売されたPCエンジンCD-ROM²用横スクロールシューティングゲーム。
ゲームシステムは『グラディウス』（1985年）に代表されるパワーアップタイプの横スクロールシューティングゲームとなっており、キャラクターボイスを担当する声優によってコミカルに喋る台詞が特徴となっている。また、台詞の中にはナレーション・敵メカ役を担当した富山敬によるフジテレビ系テレビアニメ『タイムボカン』（1975年 - 1976年）ばりのナレーションと日本テレビ系テレビアニメ『宇宙戦艦ヤマト』（1974年 - 1975年）のパロディボイスが収録されている。
2009年2月3日よりWiiのバーチャルコンソールで配信された。

## ストーリー
ターくんとユーちゃんは小学3年生の落書き大好きコンビであった。ある日の放課後、近所の塀に落書きをしていると二人の真上に突如ポッカリと穴が開き、穴から不思議な液体の塊が現れて四角い物体に変化して出てきた直後、描いた絵が壁から飛び出してしまう。そして、四角い物体は光線を出して幼馴染のユーちゃんを吸い込んでしまい、穴の中に消えてしまった。 連れ去られたユーちゃんを探すため、ターくんは「すぅぱぁたあ坊」に乗り込み冒険へ出発する。

## キャラクター
ターくん
声 - 田中真弓
主人公かつプレーヤーである小学生3年生の男の子。落書き大好きな男の子で、ユーちゃんと一緒に学校の帰りにいつも落書きを描いている。ある日のこと、落書きをしている最中に不思議な物体が出現すると同時に、壁に描かれた落書きが実像化すると共にユーちゃんが連れ去られてしまい、その後を追って自らが描いて実像化した「すぅぱぁたあ坊」に乗り込んで冒険へ出発する。
ユーちゃん
声 - 富永み～な
ターくんのクラスメートの女の子で、いつも真夜中に敷き布団に落書きする程にターくん以上に落書き大好きな子である。ターくんと一緒に落書きをしている最中に現れた不思議な物体に拐われてしまう。自分が産み出した元凶とモノたち(後述)に散々えらい目に遭わされ、ターくんにも困らせたにも関わらず、全ての事件が終った直後にスッキリした感じで落書きの続きをやるというタフな精神の持ち主の子でもある。
キーガ ナビッチ
声 - 三田ゆう子
ある日の放課後、ユーちゃんを連れ去らった張本人であり、今回の事件の元凶でもある。身体を変化させ、落書きを実体化させる能力を持つ。その正体はユーちゃんが寝小便をしながら見た悪夢であり、寝小便の地図から実像化して生まれた直後に空間に穴を開け、寝小便の尿から四角い物体に変化した直後に落書きを実像化させながらユーちゃんを誘拐した。ユーちゃんが各ステージやボスに対するヒントをくれるのは、彼女が産んでしまったキーガが全て実像化させた影響である。
ボス複数
声 - 千葉繁
各ステージのボスやラスボスである『トリプルミッションデンジャラスたあ坊』等は全て千葉氏の声であり、千葉氏の特色であるハイテンションな声と共にプレイヤーに襲いかかる。これらのボスキャラもギーガ ナビッチの力によってユーちゃんの落書きが実像化したものである。
ナレーション、敵メカ他
声 - 富山敬
「説明しよう!」と『タイムボカン』のナレーション（富山氏の役の一つ）風で語ってくれたり、ステージ1の宇宙戦艦ヤマトをディフォルメした大型敵が攻撃を放つ際に「エネルギー充填!約20%…発射!!!」（古代進のセリフのパロ）と熱く語ってくれる。

## 移植版
| No. | タイトル   | 発売日       | 対応機種 | 開発元   | 発売元 | メディア                              | 型式 | 備考 | Ref.        |
| --- | ---------- | ------------ | -------- | -------- | ------ | ------------------------------------- | ---- | ---- | ----------- |
| 1   | エルディス | 2009年2月3日 | Wii      | デュアル | KDE    | ダウンロード （バーチャルコンソール） | -    |      | [ 1 ] [ 2 ] |

## スタッフ
- プロデューサー：土田俊郎
- アシスタント・プロデューサー：米坂典彦
- ディレクター：山本哲也
- シナリオ・ライター：牧野紀夫
- チーフ・プログラマー：高野務
- プログラマー：松岡三郎
- グラフィック・デザイナー：牧野紀夫
- ミュージック・コンポーザー：本山淳弘、高木みゆき、前田華代子、岩崎琢、山路敦、牧野紀夫
- スペシャル・サンクス：村田琢、小林一美、永田薫
- セールス・プロモーター：三村淳、横江靖明
- マネージャー：中村宏
- エグゼクティブ・ディレクター：白倉安昌

## 評価
ゲーム誌『ファミコン通信』の「クロスレビュー」では合計で26点（満40点）、『月刊PCエンジン』では75・75・80・75・80の平均77点（満100点）、『マル勝PCエンジン』では8・6・7・8の合計29点（満40点）、『PC Engine FAN』の読者投票による「ゲーム通信簿」での評価は以下の通り21.89点（満30点）となっている。また、この得点はPCエンジン全ソフトの中で174位（485本中、1993年時点）となっている。同雑誌1993年10月号特別付録の「PCエンジンオールカタログ'93」では、本作の特徴を「とにかく自機や敵キャラがしゃべりまくることにある」と指摘した他、キャラクター造形の可愛らしさとは裏腹に敵の攻撃が厳しい事によって「クリアは難しい」と難易度の高さを指摘した。
| 項目 | キャラクタ | 音楽 | 操作性 | 熱中度 | お買得度 | オリジナリティ | 総合  |
| 得点 | 4.10       | 3.68 | 3.47   | 3.51   | 3.38     | 3.75           | 21.89 |